# Zagrebačka nogometna zona – Istok 1981./82.
Zagrebačka nogometna zona – Istok za sezonu 1981./82. 
 Sudjelovalo je 12 klubova, a prvak je bila "Mladost" iz Buzina. 

## Ljestvica
| mj. | klub                           | ut. | pob. | ner. | por. | gol+ | gol- | bod |
| --- | ------------------------------ | --- | ---- | ---- | ---- | ---- | ---- | --- |
| 1.  | Mladost Buzin                  | 22  | 16   | 4    | 2    | 41   | 13   | 36  |
| 2.  | Jedinstvo Dugo Selo            | 22  | 15   | 2    | 5    | 47   | 30   | 32  |
| 3.  | PIK Vrbovec                    | 22  | 13   | 5    | 4    | 48   | 27   | 29  |
| 4.  | Prigorje (Markuševec – Zagreb) | 22  | 13   | 3    | 6    | 42   | 31   | 29  |
| 5.  | Partizan Lukavec               | 22  | 9    | 4    | 9    | 43   | 36   | 22  |
| 6.  | Udarnik Okešinec               | 22  | 7    | 7    | 8    | 41   | 41   | 21  |
| 7.  | Retkovec Zagreb                | 22  | 6    | 9    | 7    | 27   | 30   | 21  |
| 8.  | Napredak Velika Mlaka          | 22  | 8    | 4    | 10   | 41   | 36   | 20  |
| 9.  | Trnje Zagreb                   | 22  | 7    | 5    | 10   | 39   | 32   | 19  |
| 10. | Mladost Repušnica              | 22  | 5    | 6    | 11   | 24   | 32   | 16  |
| 11. | Mladost Gornja Gračenica       | 22  | 3    | 5    | 14   | 29   | 61   | 11  |
| 12. | Vatrogasac Husain              | 22  | 2    | 2    | 18   | 24   | 87   | 6   |

## Rezultatska križaljka
| kratica | klub                           | JED | MLAB | MLAGG | MLAR | NAP | PAR | PIK | PRI | RET | TRNJ | UDA | VAT |
| --- | ------------------------------ | --- | ---- | ----- | ---- | --- | --- | --- | --- | --- | ---- | --- | --- |
| JED | Jedinstvo Dugo Selo            |     |      | 2:1   |      |     |     |     |     |     |      |     |     |
| MLAB | Mladost Buzin                  |     |      | 2:1   |      |     |     |     |     |     |      |     |     |
| MLAGG | Mladost Gornja Gračenica       | 2:3 | 0:0  |       | 0:2  | 2:1 | 0:5 | 0:2 | 1:3 | 0:0 | 2:2  | 2:3 | 5:3 |
| MLAR | Mladost Repušnica              |     |      | 1:2   |      |     |     |     |     |     |      |     |     |
| NAP | Napredak Velika Mlaka          |     |      | 4:0   |      |     |     |     |     |     |      |     |     |
| PAR | Partizan Lukavec               |     |      | 4:0   |      |     |     |     |     |     |      |     |     |
| PIK | PIK Vrbovec                    |     |      | 5:0   |      |     |     |     |     |     |      |     |     |
| PRI | Prigorje (Markuševec – Zagreb) |     |      | 6:1   |      |     |     |     |     |     |      |     |     |
| RET | Retkovec Zagreb                |     |      | 4:2   |      |     |     |     |     |     |      |     |     |
| TRNJ | Trnje Zagreb                   |     |      | 4:1   |      |     |     |     |     |     |      |     |     |
| UDA | Udarnik Okešinec               |     |      | 2:2   |      |     |     |     |     |     |      |     |     |
| VAT | Vatrogasac Husain              |     |      | 3:3   |      |     |     |     |     |     |      |     |     |
| |                                |     |      |       |      |     |     |     |     |     |      |     |     |
| podebljan rezultat - utakmice od 1. do 11. kola (1. utakmica između klubova) rezultat normalne debljine - utakmice od 12. do 22. kola (2. utakmica između klubova) rezultat nakošen - nije vidljiv redoslijed odigravanja međusobnih utakmica iz dostupnih izvora rezultat smanjen * - iz dostupnih izvora nije uočljiv domaćin susreta prekrižen rezultat - poništena ili brisana utakmica p - utakmica prekinuta 3:0 p.f. / 0:3 p.f. - rezultat 3:0 bez borbe |                                |     |      |       |      |     |     |     |     |     |      |     |     |

 Izvori:

## Unutarnje poveznice
- Liga Zagrebačke regije 1981./82.
- Regionalna liga Zagreb 1981./82.